# 巴赫奇萨赖的泪泉
《巴赫奇萨赖的泪泉》（俄语：Бахчисарайский фонтан）是普希金在被流放期间（1821年-1823年）参观克里米亚汗国巴赫奇萨赖汗宫后有感而写的一部长诗。

## 创作背景
1820年9月7日，普希金和拉耶夫斯基将军一家参观了位于巴赫奇萨赖的汗宫。在他写给德维的信中这样写道：
“我拖着有病之躯去了趟巴赫奇萨赖，之前我听说了那儿有一座多情可汗留下的奇怪的石雕，到那儿后，有个姑娘富有诗意的向我描述了一番关于它的故事，并且称之为‘泪泉’。进了宫殿，看见了一座坏掉了的喷泉，水在一滴一滴的从生了锈的铁管中往外滴着。我绕着宫殿转了一圈，感到非常可惜的是，这座宫殿因为不善的管理正在逐渐破败，有些房间已经被改造成半欧式了。某男子甚至强逼着我去参观了后宫和可汗墓地”。
这篇长诗是在1821年春开始动笔的。在普希金写给弟弟的一封信中，提到过他不愿意将这篇长诗发表，原因就是：“这篇诗中的很多地方都跟我一个曾经长期深爱着的女人有关”。长时间以来，这位女士的身份一直都是一个未解之谜。

## 长诗的出版

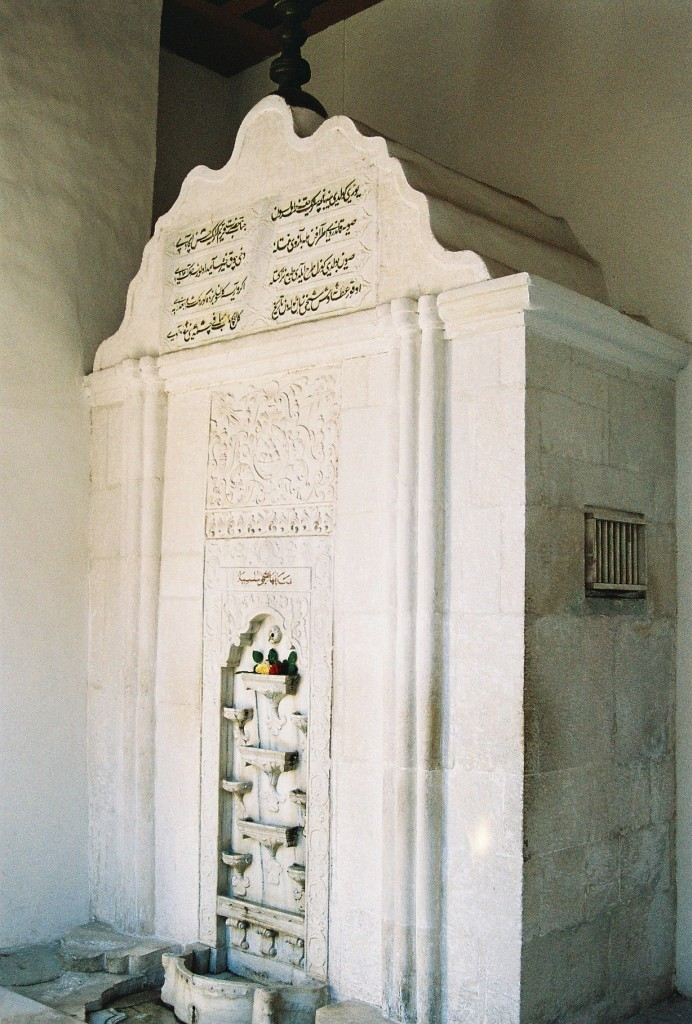
巴赫奇萨赖的泪泉

这部作品的主要部分是在1821年完成的，1823年秋，这篇长诗完成了最后的修饰，并且准备开始印刷，《巴赫奇萨赖的泪泉》的第一版于1824年3月10日在圣彼得堡正式出版。

## 电影与戏剧
- 1909-1910年上映了亚科娃·普诺塔扎诺娃执导的无声艺术短片《巴赫奇萨赖的泪泉（电影）》
- 1934年，鲍里斯·弗拉迪米罗维奇·阿萨菲耶夫将这篇长诗改编成了芭蕾舞剧。

## 援引
- 1824年第一版第一次印刷原版扫描《巴赫奇萨赖的泪泉》 （页面存档备份，存于）
- （页面存档备份，存于）, the poem (translated to English) on Gutenberg.org, translated by William D. Lewis
- s:ru:Бахчисарайский фонтан (Пушкин), the poem (in Russian) on Russian Wikisource